# نفر
نفر أو نيبور هي ناحية عراقية تقع في منطقة الفرات الأوسط في محافظة القادسية وتتبع إداريا إلى قضاء عفك يبلغ عدد سكان الناحية بحوالي 24 الف نسمة بحسب تقديرات عام 2014 كانت مدينة نفر تتبع إلى مركز القضاء وقد تحولت إلى ناحية بعد الزيادة السكانية في الناحية ووجود القرى الزراعية فيها. هي العاصمة الدينية للسومريين والبابليين، وتقع على مسافة 7 كم شمال شرق مدينة عفك أحد اقضية محافظة القادسية (مركزها الديوانية) التي تقع على مسافة 175 كم جنوب بغداد. وتقع على الضفة اليمنى من مجرى الفرات الأقدم. والضفة الشرقية من شط النيل المندرس. وتأتي قدسيتها من كونها العاصمة الدينية ومقر الإله انليل أو (أين ليل)وزوجته نينليل (نين ليل. وقد ورد ذكره في ملحمة كلكامش من أنه هو الذي أحدث الطوفان. وهي مقر الإله (آنو) الذي ورد ذكره في شريعة حمورابي.

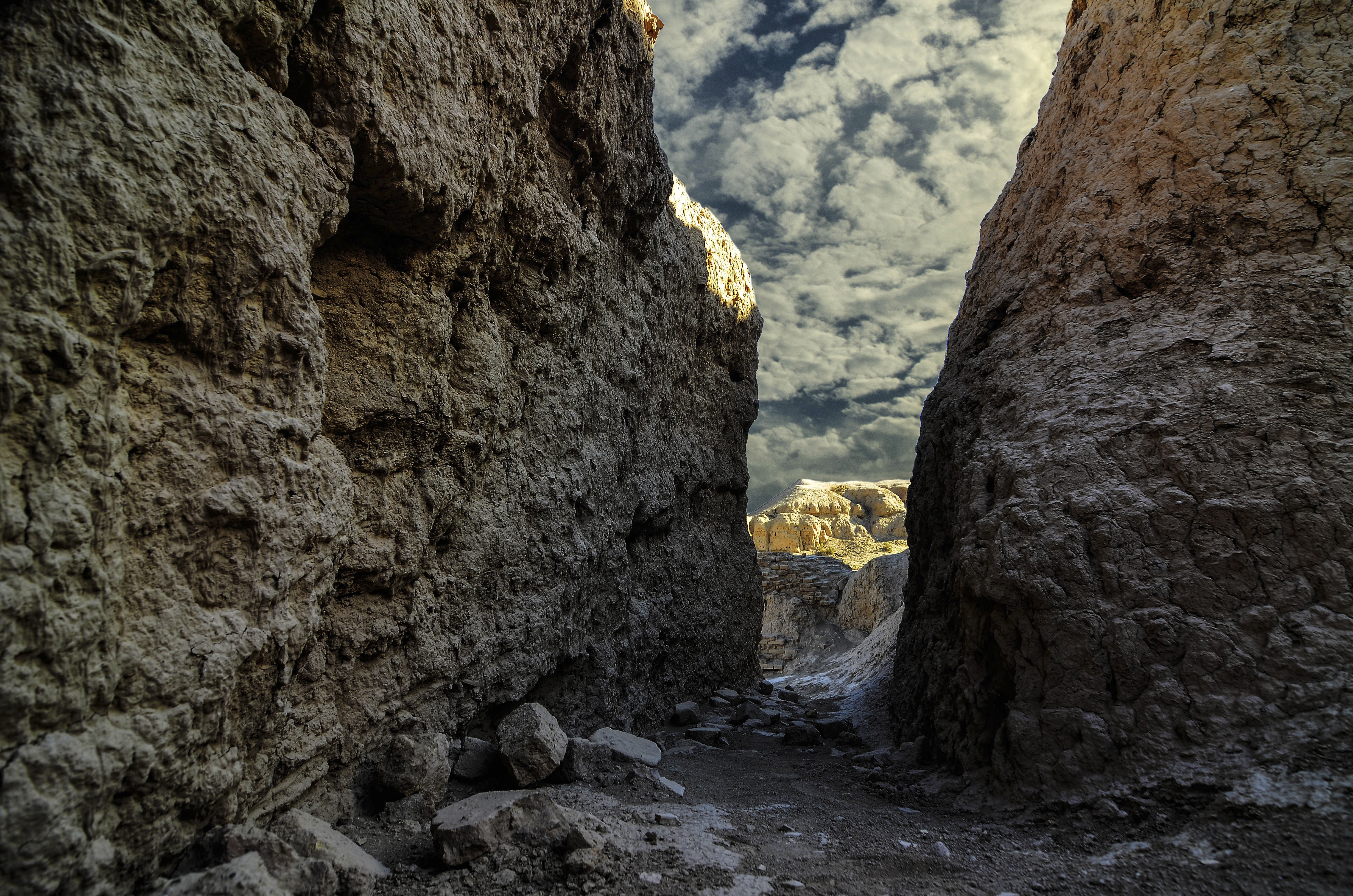
الطريق الي معبد نيبور

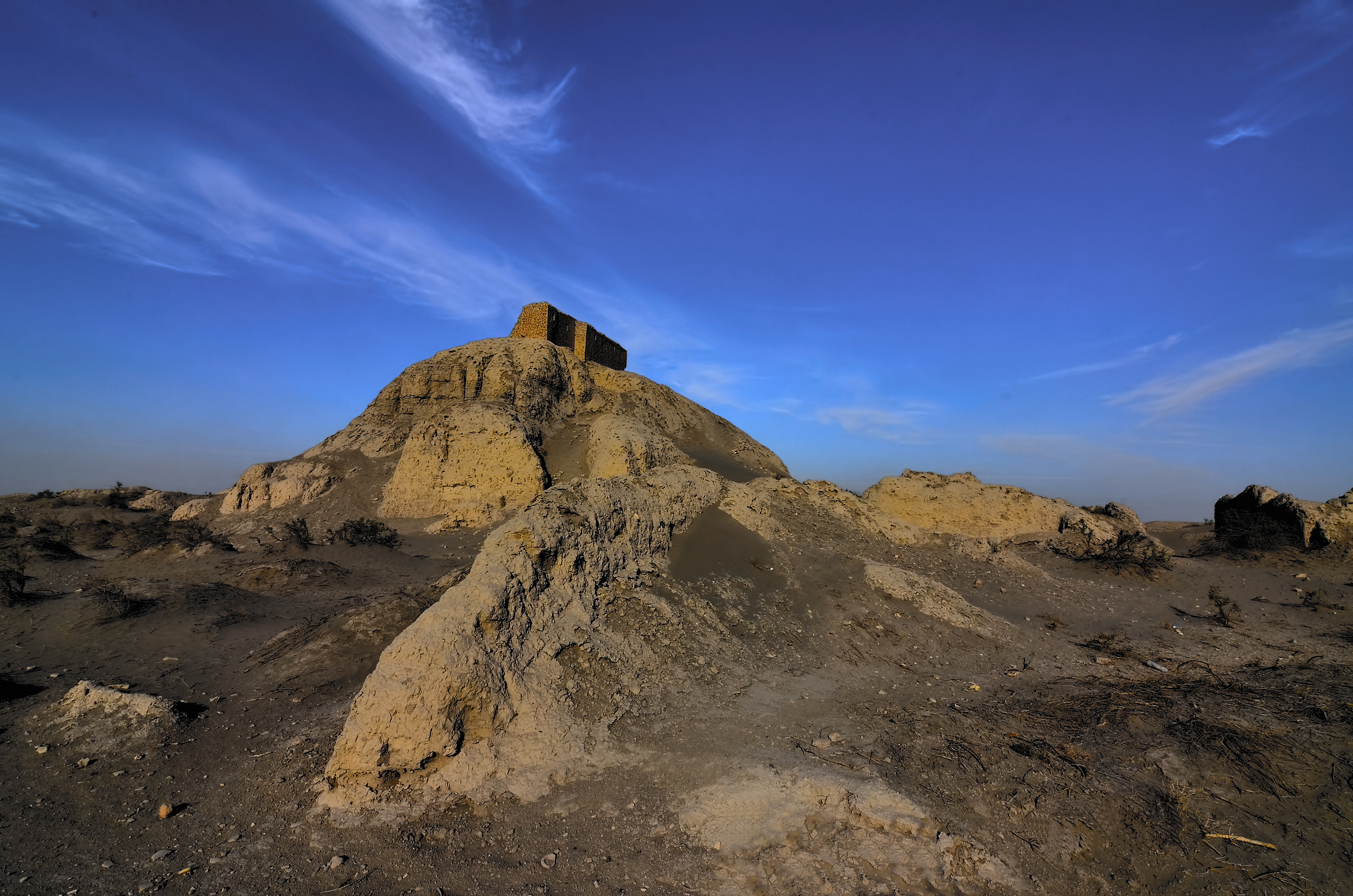
جزء من آثار نيبور أو نفر

## الموقع

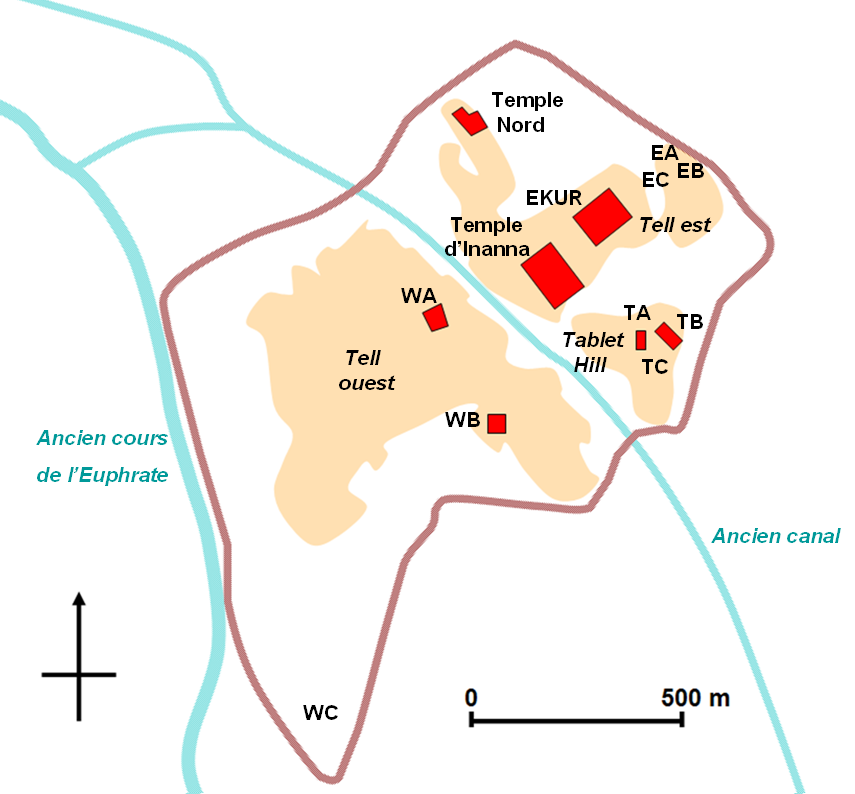
موقع مدينة نفر

تقع الناحية في محافظة القادسية شرقي مدينة الديوانية وتتبع إلى قضاء عفك وتقع على الطريق الرابط بين الحلة والعمارة فتقع في موقع يربط الناحية بمحافظات العراق.

## التاريخ

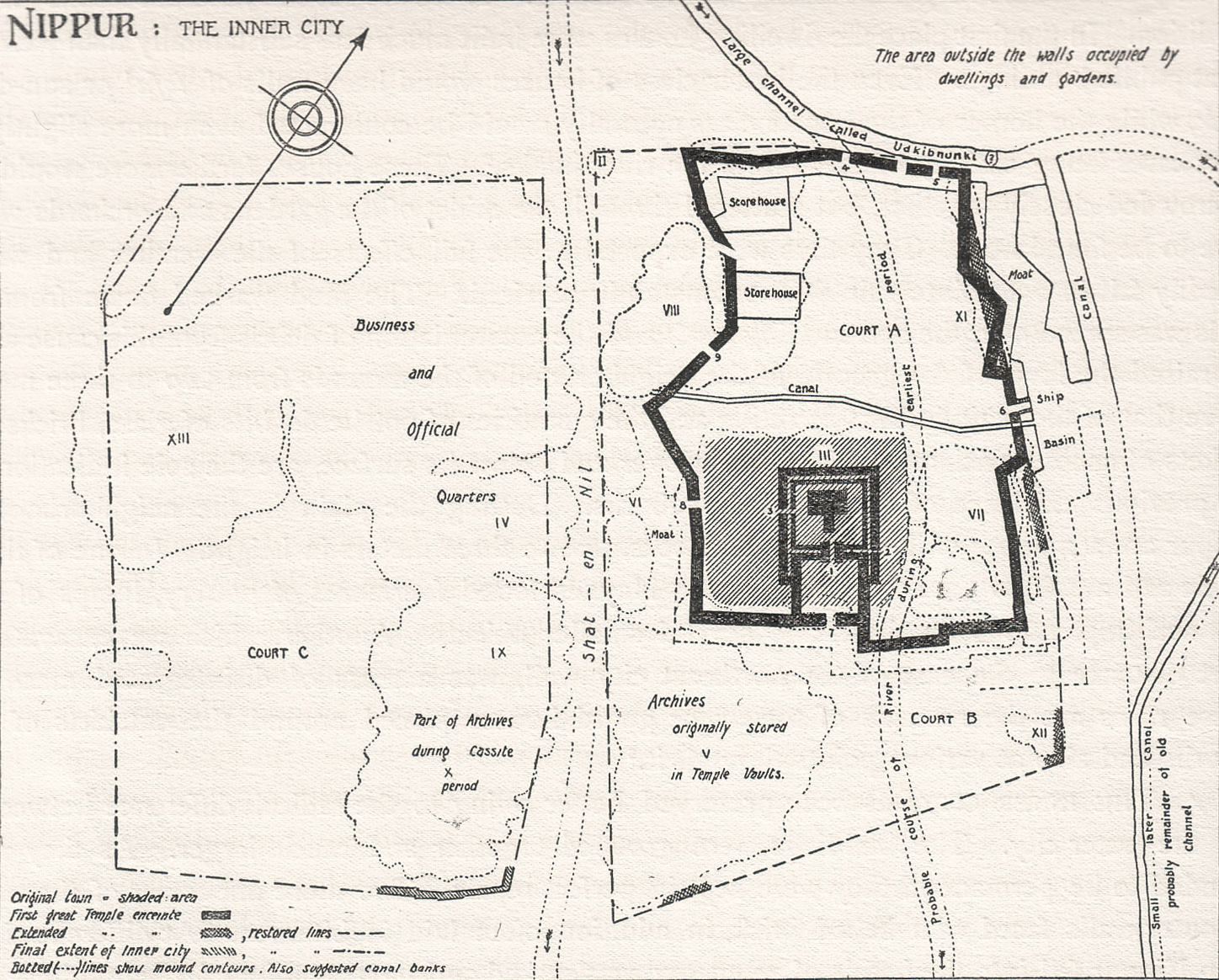

تعد مدينة نفر من أقدم المناطق الحضارية في الديوانية والعراق وكانت جزء من بلاد سومر، وبابل، وآشور والوركاء، فهي مدينة تاريخية يعود تاريخها إلى أكثر من 7000 سنة ق.م ويطلق عليها حاليا ناحية نفر.
كانت المدينة هي العاصمة الدينية للسومريين والبابليين، ولقد بدأت اولى عمليات التنقيب في عام 1889، حيث عثر خلال التنقيبات على أول مكتبة في التاريخ، وكذلك عثر على نصوص اقتصادية ورياضية وفلكية وادبية، كما وجد في المدينة اقدم تقويم زراعي فيه معلومات عن طرق الزراعة والأرواء.
وقد خضعت نفر لحكم كل من للسومريين والاكديين والبابليين والاشوريين لفترات متناوبة، واحتلها الفرس لفترة من الزمن. الارجح ان الحياة في مدينة نفر قد استمرت منتعشة حتى العصر العباسي، وذلك نتيجة لما عرفناه من اقتران القاب بعض العلماء المسلمين في تلك الفترة باسم المدينة مثل (النفري).
بدأت أول عمليات التنقيب في مدينة نفر المقدسة في عام 1889م حينما قدمت بعثة آثارية من جامعة بنسلفينا الاميركية. وقد نجم عن هذه التنقيبات التعرف على المدينة وتاريخها، وما قدمته للحضارة من حيث وجود ما يدل على أول مكتبة في التاريخ وأول صيدلية وأول من لعب كرة القدم، حيث عثر على لوحة تظهر رجلا واما قدمه ماشيبه كرة القدم يداعبها. كما تم من خلال التنقيبات التعرف على اقسامها وتخطيطها وبناياتها وما فيها من معابد. وكذلك نصوصا اقتصادية ورياضية وفلكية وادبية ودينية.

## الزراعة
تعتبر الناحية من أهم المناطق الزراعية في محافظة الديوانية أذ تزرع فيها الكثير من المحاصيل الزراعية أهمها الحنطة والشعير وأيضا الرز والتمر وغيرها من الفواكه والخضروات.

## أقدم تقويم زراعي في العالم
كذلك وجد في مدينة نفر أقدم تقويم زراعي حيث يوجد فيه «أقدم المعلومات عن طرق الزراعة والإرواء التي كان يمارسها سكان العراق القدامى وصلت الينا موضحة في تقويم سومري عثر عليه في خرائب مدينة نيبور ومن الغريب الدهش ان الأوصاف التي ينطوي عليها هذا التقويم تدل على ان طرق الري والزراعة التي كانت تمارس في تلك الأزمان لاتختلف في شيء عن طرق الري والزراعة التي يطبقها الفلاح العراقي في الوقت الحاضر ويشتمل هذا التقويم على نصائح وإرشادات يوجهها أحد المزارعين إلى ولده حول طريقة إدارة شؤون مزرعته وطريقة اعداد الأرض وانجاز عملية الحرث وتنظيم الري في حقله كي يحصل على اجود منتوج واوفر محصول. وقد دونت هذه الوثيقة التي يرقى تاريخها إلى ما قبل أكثر من آلاف عام على رقيم من الطين يتكون من 108 اسطر بالخط المسماري باللغة السومرية. وهي تعد التقويم معروف في تاريخ الحضارة عن الاساليب الفنية للري والزراعة المتبعة في تلك الازمنة القديمة» (راجع موقع تجمع الفلاحين والمزارعين في العراق: شيء من تاريخ الزراعة: 
وتشتهر نفر أو نيبور (Nippur) بزقورتها الشهيرة التي تعلو تل ترابي يغطي المدينة القديمة ويمكن مشاهدتها من مسافة حوالي 20 كم بالعين المجردة.
وينسج الناس منذ سنين عديدة في هذه المنطقة ولا زالوا الروايات عن هذه المدينة وقصة «قلبها وتحويلها إلى تل ترابي من قبل الله»، قصصا تحمل بعدا ميثلولوجيا وغيبيا.

## انظر ايضاً
- النفري
- عفك